# ブラジリアン・ローズウッド
ブラジリアン・ローズウッド（学名：Dalbergia nigra、別名:ハカランダ、ジャカランダ）は、ツルサイカチ属の植物。ローズウッドの1つ。これらの木材は北米を中心とした国々で家具や楽器などで重宝される。
原産地ブラジルでの標準的な呼称は「jacarandá-da-bahía(ジャカランダ・ダ・バイーア、dáにアクセントがつく。バイーア州のジャカランダに似た植物の意味）」であるが、単に「ジャカランダ」（Jacarandá）とも呼ばれ、日本ではスペイン語風に「ハカランダ」と呼ぶ場合もある。なお Jacaranda （日本語「ジャカランダ」）の呼称は、紫色の花をいっせいにつけ街路樹としても知られる全く別系統の樹木（シソ目ノウゼンカズラ科）を指すことが世界的に非常に多く、注意が必要である。
サンパウロ市にあるサンパウロ植物園『Jardim Botânico de São Paulo』(ジャルジン・ボターニコ・デ・サンパウロ）及びリオデジャネイロ市にあるリオデジャネイロ植物園『Jardim Botânico do Rio de Janeiro』(ジャルジン・ボターニコ・ド・リオデジャネイロ)で人工的に植生保護された大木を見物出来る。なお、9～10月頃（ブラジルの初夏相当）に芳香のある白い花及び前年に結実し成熟した種子群（果実）を見る事が出来るが、葉は少ない。

## 概要
アメリカ大陸発見以降、インディアン・ローズウッドの同種の木材が採取できるとして18世紀以降にアメリカを中心とした北米で家具や楽器などに使用され始めた。
当初はインド産のローズウッドの代替木材であったが、1960年代にブラジル政府により国内の木材加工産業の発展と保護のため原木(伐採された丸太状態)の輸出を規制する法案が可決したことにより、価格が暴騰し希少性が高まりブランド化した。しかし、1980年代以降ブラジルの経済発展に伴い、木材産業は衰退しブラジリアン・ローズウッドの林地も住宅化が進んだことから絶滅の危機に瀕し、ブラジル政府が絶滅危惧種として法規制し、1992年にはワシントン条約 (CITES) の附属書Iに掲載され、大規模な輸出規制が行われた。
現在はブラジルの象徴的な植物として街路樹や公園などでの植林するなど保護活動も活発となり、数を増やしたため、ブラジル国内の法律では絶滅危惧種としては解除されている。ただし、ワシントン条約の附属書Iには登録されているのでそれらの原木や材料とした製品を輸出入するには経済産業省など各国の政府機関に許可申請が必要である。

## 生態情報
発生地
ブラジルが主な原産地で、中でもバイーア州東部からリオデジャネイロ州、エスピリトサント州東部、ミナスジェライス州南部、サンパウロ州東部に渡る亜熱帯気候かつ大西洋岸森林（マタ・アトランティカ／大西洋岸熱帯雨林）のある大西洋岸斜面大地に点在して見られる。
形態
樹高15～20メートル、幹の胴体直径は40～80センチメートル。
果実ポットは種子1～2粒を包み扁平状である。9～10月に開花し、翌年8～9月に果実熟成が起こる。
落葉樹、耐乾性（乾季に対応）がある。
生態
生育には土壌選択性を有するなど、個体の自然再生は非常に貧弱であるという見解がある。
この種は特定の土壌細菌と共生する関係にあり、これらの細菌は根に結節を形成して大気窒素を固定する。（※根粒菌を参照）
この窒素の一部は栽培植物によって利用されているが、いくつかは近くに生えている他の植物によっても使用されることがある。
水捌けの良い土壌（成長確立後は乾燥した土壌にも耐える）、日当たりの良い場所を好む。
マメ科大木に広く見られる現象として、日中は広がっていた葉は暗くなると畳み、朝方の光を感じると徐々に開くといった展葉サイクルを持つ。
発芽
播種後10～20日で発芽し、成熟した種子の発芽率は約80％を超える。
発芽適正温度は25～30℃にピークを有する。
十分に乾燥した成熟種子は一種の休眠に入るが、多くの厚い種皮を持つ種子と違って然るべき強固な休眠打破の処置は必要としない。12～24時間の浸水処理による吸水（種子が膨らむ）で播種可能である。
種子の保存可能期間は、十分に乾燥した種子を冷蔵庫で一定低温・低湿（4℃で密閉保護）状態で保存を行う場合は、2～3年間の発芽率維持が可能と言われている。一方で強固な種子休眠では無い為に、冷凍保存（-18℃で同密閉保護）の場合は、冷凍膨張による生態細胞の損傷が起こり、1～2年間で発芽率は50％を下回る実験結果が得られている。なお、何れも発芽率の優劣は種子の乾燥程度に強く依存する。
一定常温での保存（同密閉保護）の場合は、半年経過頃より急激に劣化が起こる。これは保存温度環境によって、種子の呼吸量と貯蔵している栄養分（エネルギー）の消費に差が生じる為である。
より良い保存方法は、休眠に入った乾燥種子に刺激を与えずゆっくり眠らせる事である。つまり、十分に種子を乾燥した後に完全密閉を施し、低温・低湿を一定に保ち続ける事である。
土中に播種された十分な吸水種子は、特に真菌類（カビ等）によって侵され、発芽プロセスが停止させられるという弱点がある。自然環境における個体発生が弱く、過去の激しい伐採による個体減少問題が顕著になったのは、この種の自然発生力の弱さ（発芽貧弱性）も一つの要因でもある。
木材
密度0.87～1.10 g/cm³と適度に重い。非常に装飾的で丈夫である。
ローズウッドとして芳香性があり、昆虫（シロアリ等）や微生物に対する自然耐久性を有する。

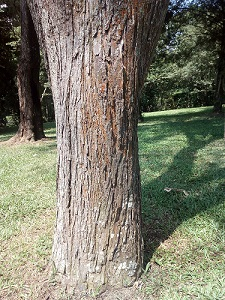
Darbergia nigraの主幹と樹皮(2017年S.P植物園にて撮影)
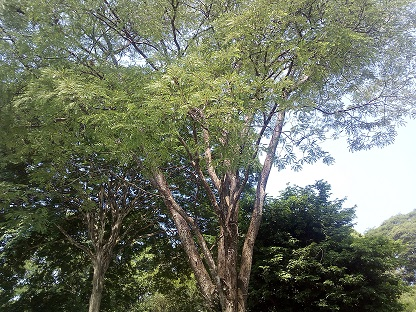
Darbergia nigraの樹形(2017年S.P植物園にて撮影)
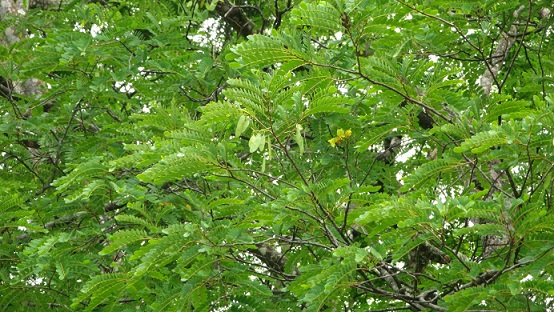
Darbergia nigraの葉形と種子(2017年S.P植物園にて撮影)

用途
他の種類のローズウッドと同様に、この木材は非常に硬く密度が高い。ブラジリアン・ローズウッドはフローリング、家具や楽器を作るのに用いられている。また木製のチェスのセット、皿や椀、大皿、ろうそく立て等々の旋盤細工にも用いられている。
なお「ジャカランダ」（またはハカランダ）の別名があるが、主に青紫色の花を観賞するノウゼンカズラ科のジャカランダ（キリモドキ属）とは全く別の植物である。

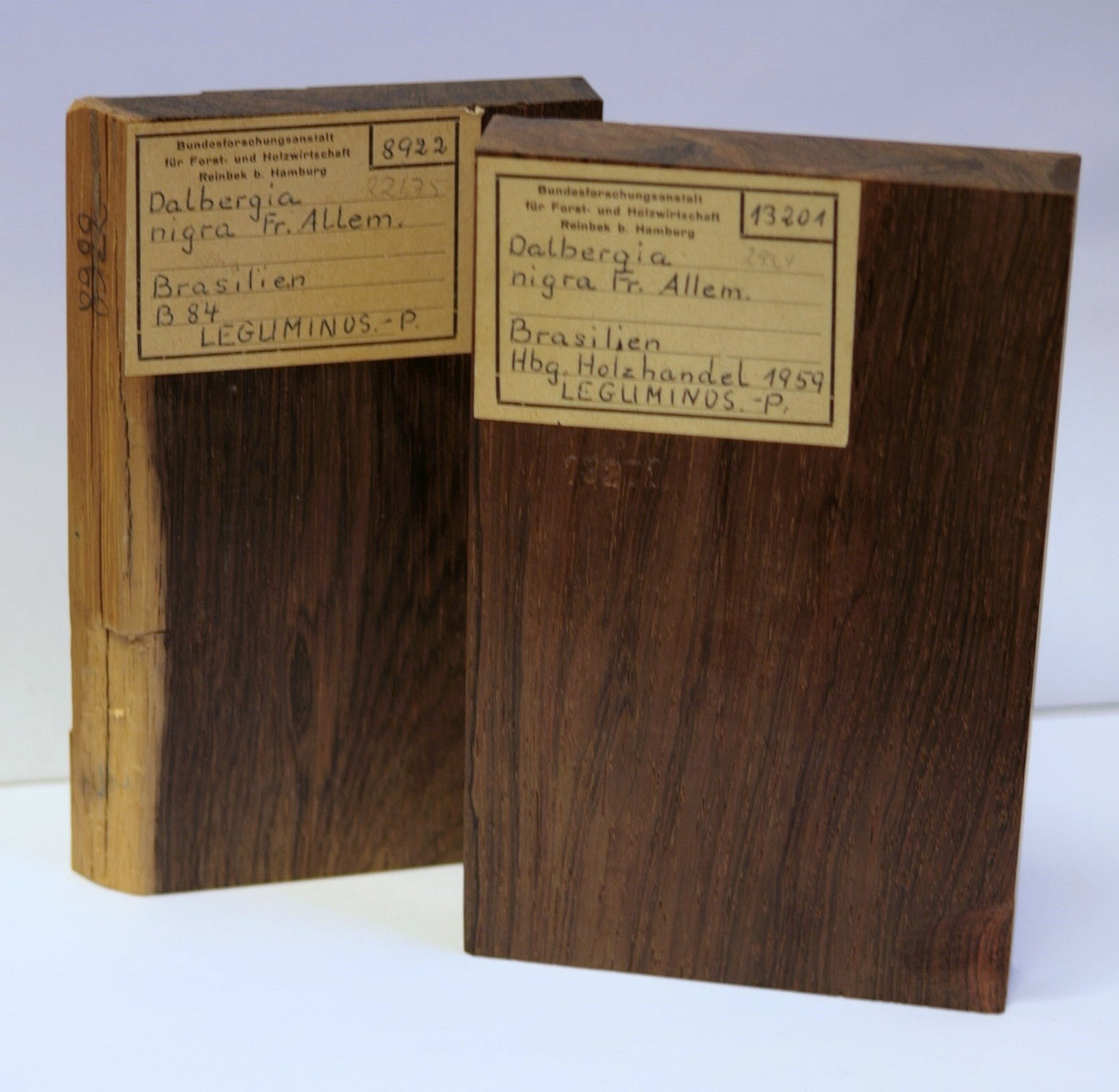
ブラジリアン・ローズウッドの板材
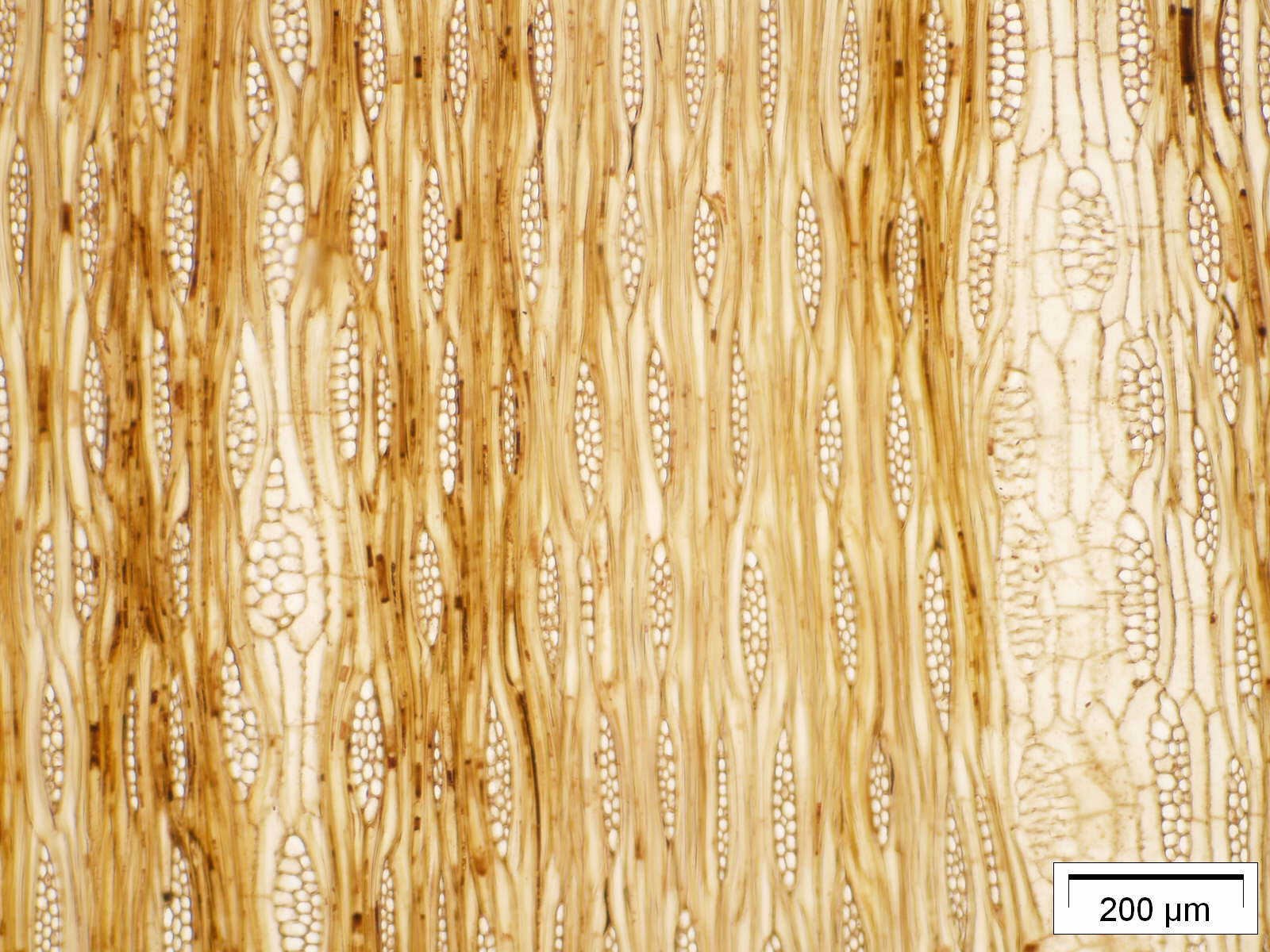
顕微鏡で撮影したブラジリアン・ローズウッドの木材
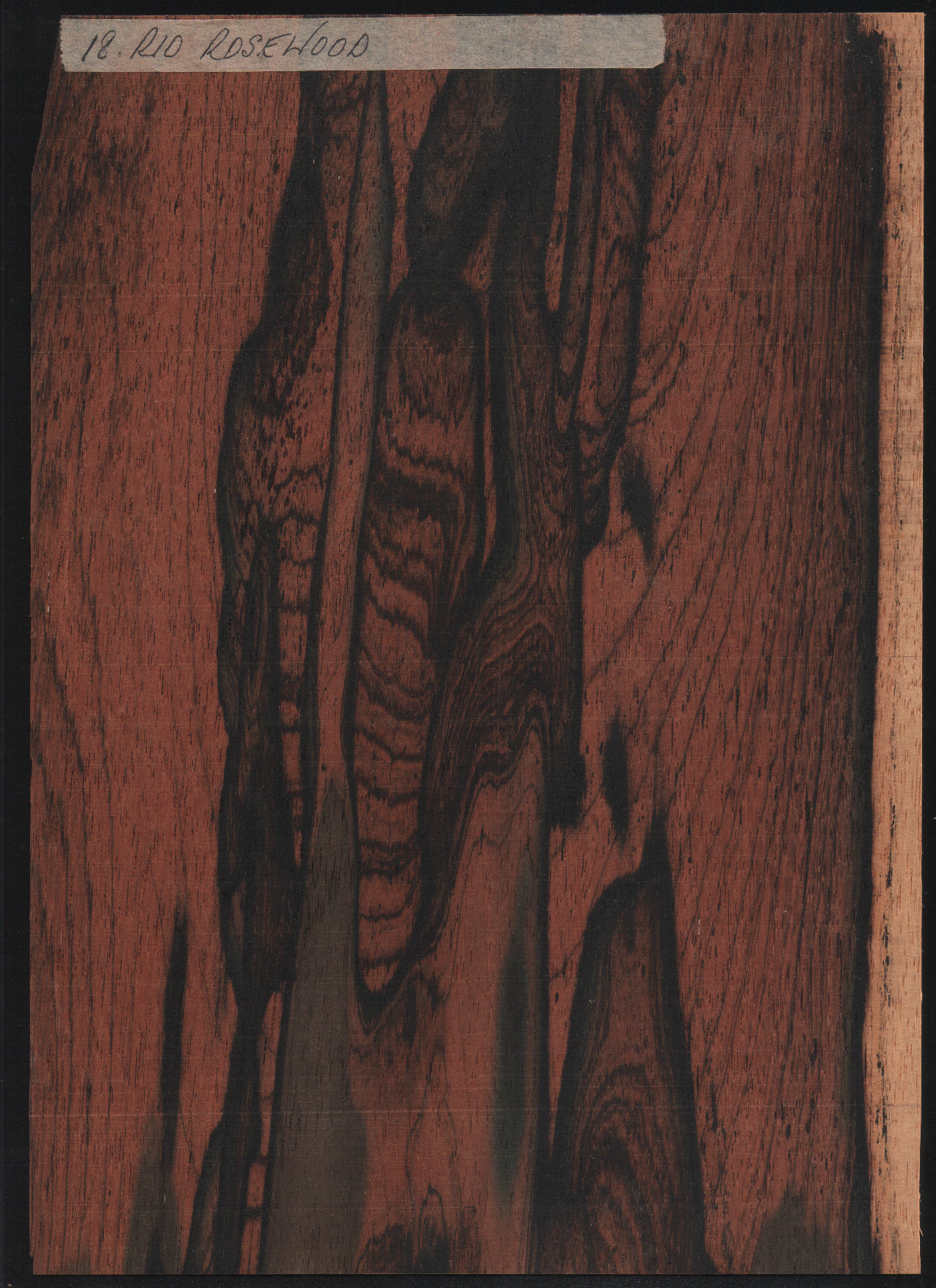
杢目が入ったブラジリアン・ローズウッド